# Tomasz Lewandowski (muzyk rockowy)
Tomasz Lewandowski, pseud. Tony von Kinsky (ur. 25 marca 1969) – polski muzyk rockowy; gitarzysta i wokalista zespołu Kinsky, który założył wraz z Pawłem Sulikiem (Paulus von Kinsky). W latach 1994–1999 był basistą zespołu Dezerter.
Następnie pracował jako akustyk kapel death metalowych jak np. Vader, Rotting Christ czy Vital Remains. Nagłaśniał też kapele w warszawskich klubach muzycznych m.in. Aurora czy Klub Powiększenie.

## Dyskografia

### Kinsky
- Copula Mundi (1993)
- Praeterito Futurum (2018)

### Dezerter
- Deuter (1995)
- Mam kły mam pazury (1996)
- Ziemia jest płaska (1998)